# Владимир Киосев
Владимир Иванович Киосев е български и съветски железничар, герой на социалистическия труд на СССР (1959) и заслужил работник на народната икономика на Карелската ССР (1979).

## Биография
Роден е на 1 октомври 1919 г. в село Преслав, днес с. Българка в Украйна, тогава в Украинската ССР в семейство на български учители. През 1937 г. завършва училището в село Коларовка, а през 1942 г. Днепропетровския институт за железопътен транспорт. След това започва работа като майстор, бригадир и инженер на Кировската жп линия. От 1944 до 1947 г. е началник на Медвежегорската пътна част (специално подразделение, което отговаря за експлоатацията на жп линията и се грижи за безпрепятственото преминаване на влаковете), а от 1948 до 1955 г. е началник на пътната част на Сумский посад. От 1955 – 1958 г. отново е началник на Медвежегорската пътна част и началник на пътната служба на Кировската жп линия. В периода 1959 – 1968 г. е началник на отделение на Петрозаводското отделение на Октомврийската жп линия. Между 1968 и 1979 г. е главен инженер на същото отделение. Награждаван е със званието „Герой на социалистическия труд на СССР“. Умира на 16 ноември 2006 г. в столицата на Република Карелия Петрозаводск.